# اکاترینا یولانوفا
اکاترینا ولادیمیروفنا یولانوفا (روسی: Екатерина Владимировна Кабешова؛ زادهٔ ۵ اوت ۱۹۸۶ در شهر ایوانوفو) یک بازیکن والیبال اهل روسیه است.
یولانوفا از سال ۲۰۰۴ تا کنون عضو تیم ملی والیبال زنان روسیه می‌باشد